# Кордильера Апанека
Апанека — вулканический хребет, относящийся к горной системе Кордильеры. Находится в центральном Сальвадоре. Состоит из стратовулканов, кратеров, кальдер, геотермальных зон. Вулканы преимущественно сложены андезитами, риолитами, дацитами. Возраст плейстоцен — голоцен. Тянется от центрального Сальвадора до границы Гондураса. Большое количество фумарольных полей расположено на северной стороне хребта. Геотермальные источники, которые расположены в пределах хребта используют для получения энергии.

## Список вулканических объектов по алфавиту, входящих в хребет Апанека
| Название                     | Тип                 | Высота |
| ---------------------------- | ------------------- | ------ |
| Агуила                       | Стратовулкан        | 2036   |
| Лагуна Верде                 | Стратовулкан        | 1829   |
| Лагуна сека де ла Ранас      | Стратовулкан        | 1829   |
| Лагунита (Лагуна лас Нинфас) | Кратер              | 1800   |
| Пена Бланка                  | Стратовулкан        | 1966   |
| Сьерро де Апанека            | Стратовулкан        | 1831   |
| Сьерро Каччио                | Стратовулкан        | 1841   |
| Сьерро ла Кумбре             | Шлаковый конус      | 1720   |
| Сьерро лос Наранхос          | Стратовулкан        | 1961   |
| Сьерро де лас Нинфас         | Стратовулкан        | 1760   |
| Сьерро де лас Ранас          | Стратовулкан        | 1970   |
| Сьерро Сан Лазаро            | Вулканический купол | 803    |
| Хойо де Гуахусте             | Кратер              | 1500   |